# فورو (حمام)
فورو (風呂) أو التسمية الأكثر شيوعًا وأدبا أوفورو (お風呂)، هو حمام ياباني. على وجه التحديد هو نوع من الحمام الذي نشأ كحوض استحمام خشبي عميق. يوجد هذا النوع من الحمامات في المنازل والشقق والنُزُل اليابانية التقليدية (ريوكان) وهي عادة ما تكون مصنوعة الآن من البلاستيك أو الفولاذ المقاوم للصدأ.

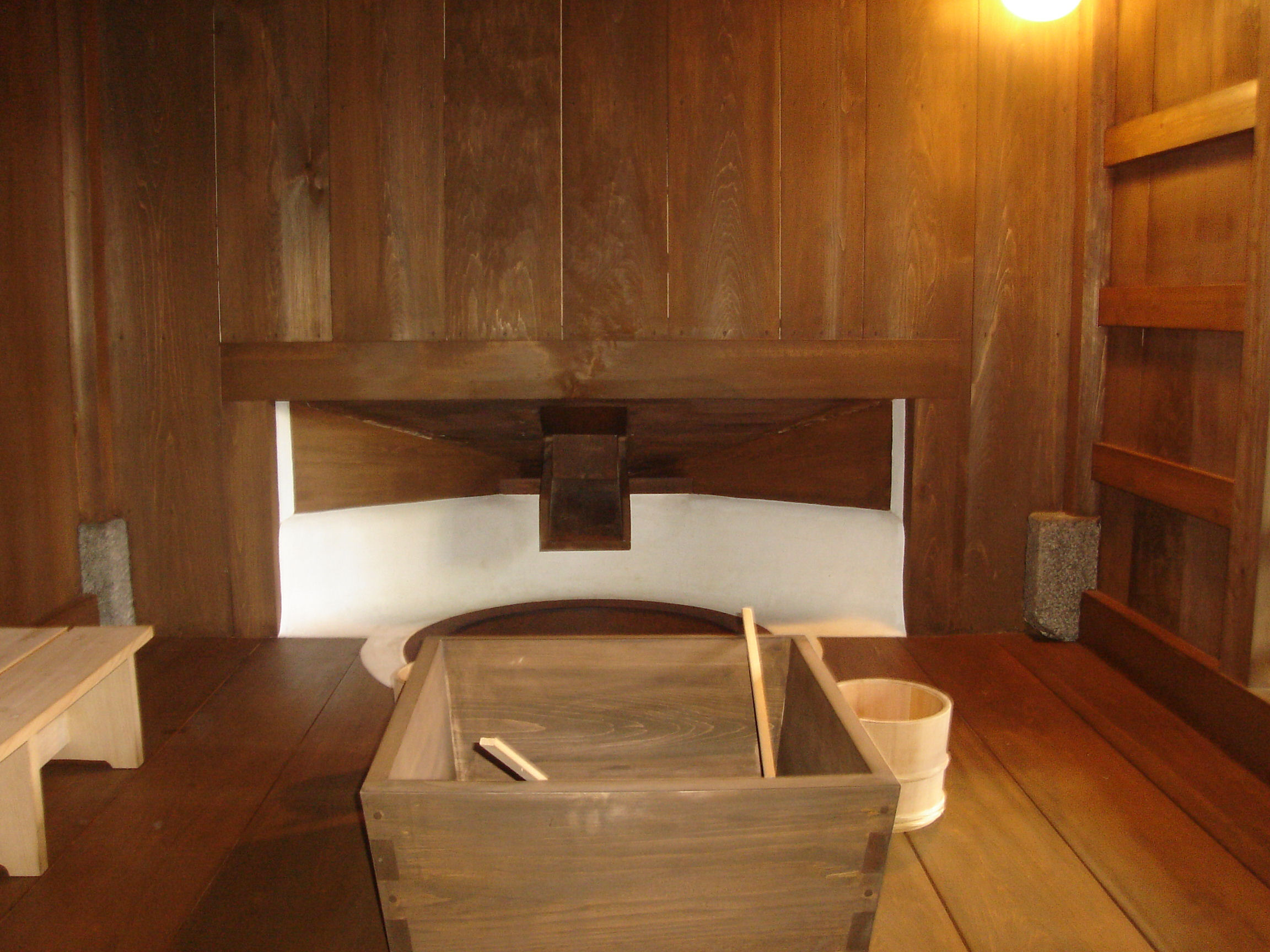
فورو مد شوكوكو-جي- كيوتو

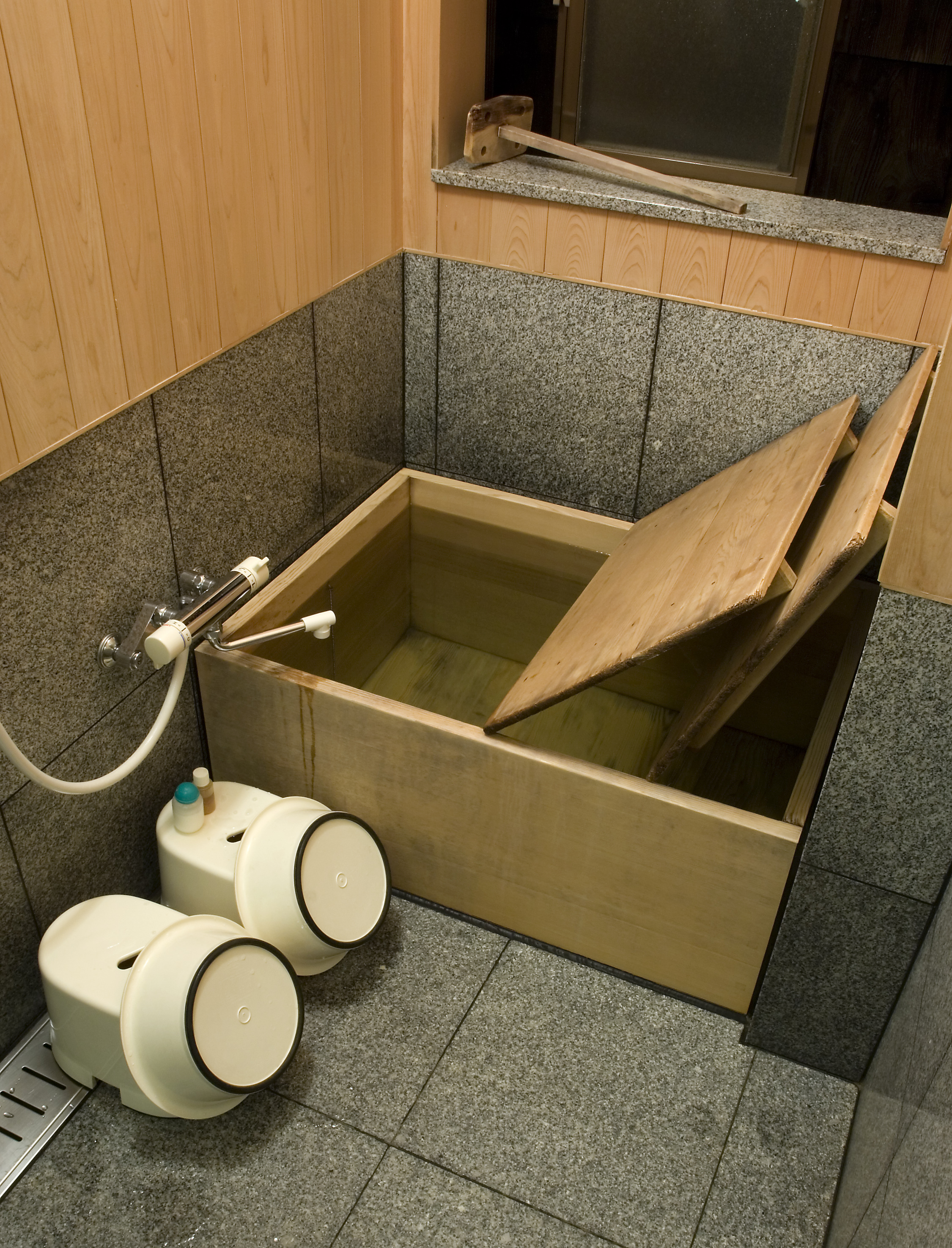
فورو (حمام) تقليدي خاص في ريوكان (نزل). كيوتو.

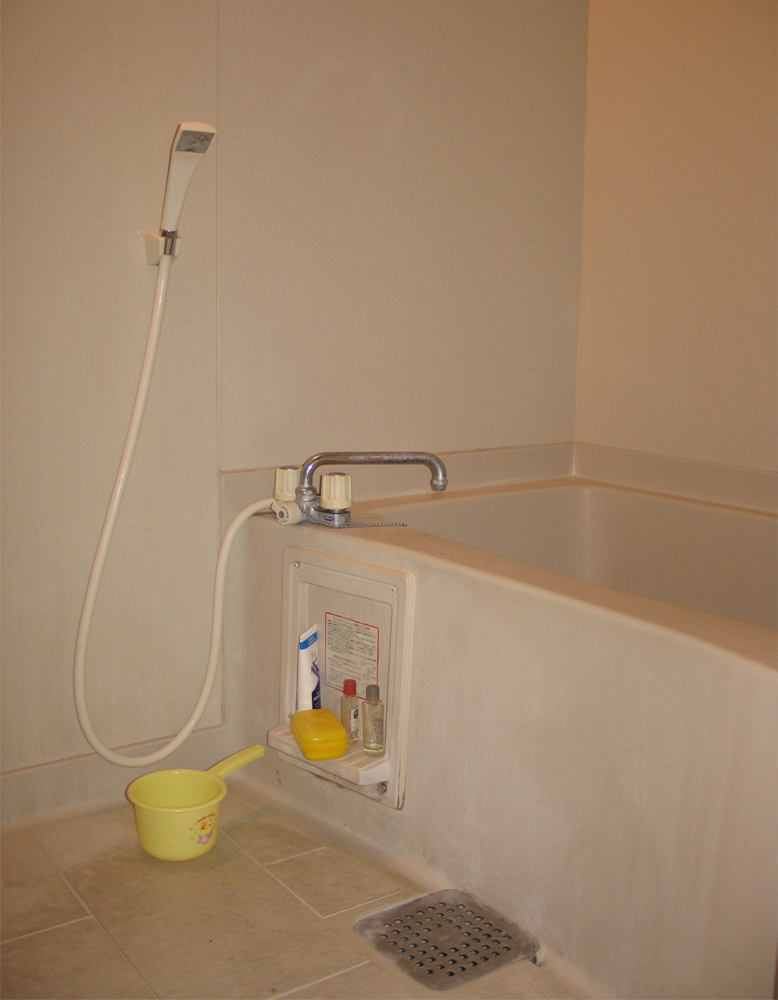
فورو الاكريليك الحديث في شقة يابانية.

يختلف الأُفورو عن حوض الاستحمام الغربي التقليدي ببنية أعمق، عادة بـ 0.6 متر (25 بوصة). الجوانب مربعة بشكل عام بدلاً من أن تكون مائلة، وعموما لا يوجد لديهم صرف الفائض. ويتم تسخين الأُفورو التقليدي المصنوع من الحديد على شكل وعاء فوق موقد تحتي يشتعل فيه الخشب.
فورو أو يوبوني (湯船 Yubune) الذي يشير تحديدا إلى الحمام مع الماء، وعادة ما يترك مملوء بالماء في الليل، وفي بعض الأسر يعاد استخدام المياه بتدويرها لغسل الملابس في اليوم التالي. كما هو الحال في الغرب، وكان من المعتاد أن يستخدم أكثر من فرد من أفراد الأسرة نفس ماء الاستحمام، وبالتالي، فمن المهم بالنسبة لليابانيين أن يكونوا نظيفين تمامًا قبل الدخول إلى الحمام. كان هذا النوع من الفورو مقدمة للحوض الساخن الحديث على الطراز الغربي.
يعد الفورو جزءًا من طقوس الاستحمام اليابانية، ولا يُقصد به غسل البدن بل الاسترخاء وتدفئة الجسم. يتم الغسل بشكل منفصل خارج اليوبون. ويجب ألا يدخل المستحم الماء إلا بعد الشطف أو الاستحمام بخفة. الحمامات اليابانية عمومًا صغيرة مقارنة بالمعايير الغربية، لذا فإن الحمام يشبه إلى حد كبير مقصورة الدش ولكنه يحتوي على الفورو. ونظرًا لأن الحمام عبارة عن منطقة مبللة، فإن التدفئة في المباني الحديثة و الريوكان يتم توفيرها بواسطة مكيفات الهواء. وتكون درجة حرارة الماء ساخن، عادة حوالي 100 إلى 108 °ف (38 إلى 42 °م).
قد يصنع الفرو الحديث من الأكريليك، وأغلى الطرازات مزودة بنظام إعادة تدوير (أويداكي-oidaki) يقوم بترشيح المياه وإعادة تسخينها. يرتبط هذا النظام بسخان الماء، إما بالغاز أو البروبان أو أنواع المضخات الكهربائية المسخنة ولا تزال النماذج الفاخرة مصنوعة من الأخشاب التقليدية أو الأخشاب الباهظة الثمن مثل هينوكي hinoki، ويمكن إعادة تجهيزها بتجهيزات على النمط الغربي واستخدامها كقطعة مميزة من قبل المهندسين المعماريين ومصممي الديكور الداخلي دوليا.